# Nederlandse Vereniging tegen Water-, Bodem- en Luchtverontreiniging
De Nederlandsche Vereeniging tegen Water-, Bodem- en Luchtverontreiniging (WBL) was gedurende lange tijd de enige milieu-organisatie van enig belang in Nederland. De vereniging is opgericht in 1909.
De vereniging was vooral actief op het gebied van waterverontreiniging en drong bij de regering aan op  wettelijke maatregelen om verontreiniging van water tegen te gaan. Andere activiteiten waren het adviseren van overheden en het stimuleren van onderzoek.
De vereniging was een van de organisaties die in 1972 de Stichting Natuur en Milieu oprichtten. In 1978 werd de WBL opgeheven.